# Fallen Angels (musikalbum)
Fallen Angels är ett musikalbum av Bob Dylan lanserat i maj 2016 på Columbia Records. Albumet är liksom det föregående Shadows in the Night ett coveralbum där Dylan tolkar äldre amerikanska kompositioner. Liksom på det nämnda albumet har majoriteten av låtarna på detta album någon gång spelats in av Frank Sinatra.

## Låtlista
(kompositör inom parentes)
1. "Young at Heart" (Johnny Richards, Carolyn Leigh) - 2:59
2. "Maybe You’ll Be There" (Rube Bloom, Sammy Gallop) - 2:56
3. "Polka Dots and Moonbeams" (Jimmy Van Heusen, Johnny Burke) - 3:20
4. "All the Way" (Van Heusen, Sammy Cahn) - 4:01
5. "Skylark" (Hoagy Carmichael, Johnny Mercer) - 2:56
6. "Nevertheless" (Harry Ruby, Bert Kalmar) - 3:27
7. "All or Nothing at All" (Arthur Altman, Jack Lawrence) - 3:04
8. "On a Little Street in Singapore" (Peter DeRose, Billy Hill) - 2:15
9. "It Had to Be You" (Isham Jones, Gus Kahn) - 3:39
10. "Melancholy Mood" (Walter Schumann, Vick R. Knight, Sr.) - 2:53
11. "That Old Black Magic" (Harold Arlen, Mercer) - 3:04
12. "Come Rain or Come Shine" (Arlen, Mercer) - 2:37